# Tiền tệ thế giới

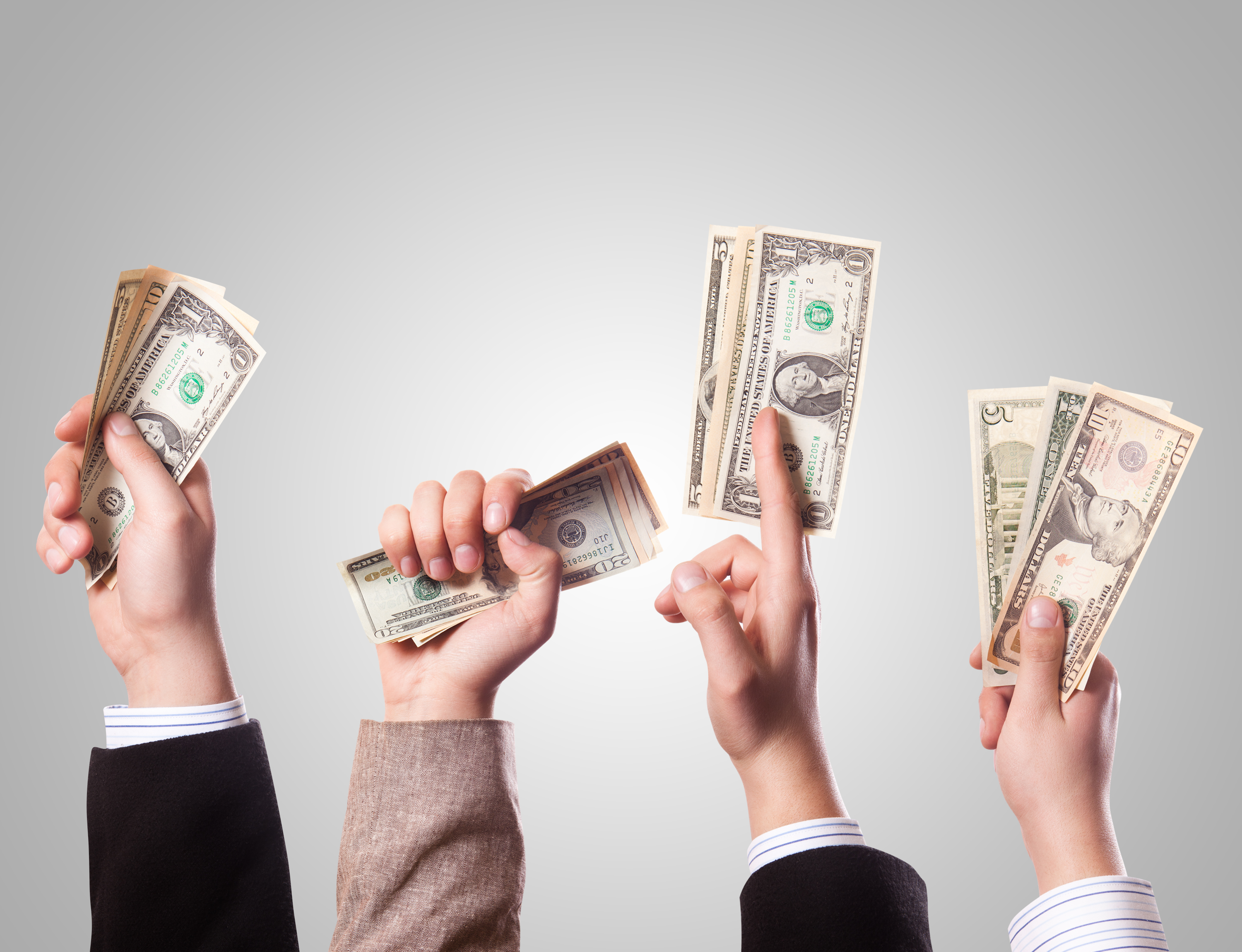
Tiền tệ thế giới

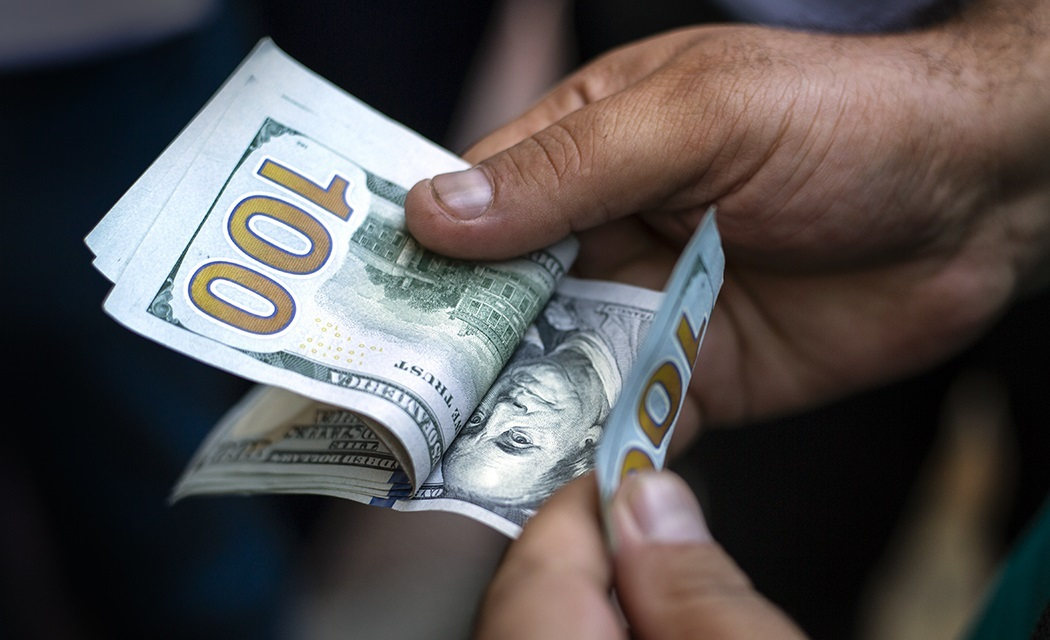
Đồng Đô-la Mỹ ngày nay vẫn đang giữ vị thế của một loại tiền thệ thế giới

Tiền tệ thế giới (World currency) hay còn gọi là Tiền tệ siêu quốc gia (Supranational currency) hay tiền tệ toàn cầu (Global currency) là loại tiền tệ sẽ được giao dịch quốc tế, không có biên giới cố định. Tiền giấy châu Âu đầu tiên được Stockholms Banco phát hành vào năm 1661. Stockholms Banco là ngân hàng được thành lập bởi Johan Palmstruch là tiền thân của ngân hàng trung ương Thụy Điển Sveriges Riksbank. Khi hoạt động mậu dịch và thương mại dịch chuyển về phía bắc ở châu Âu thế kỷ XVII, tiền gửi tại và giấy bạc do Ngân hàng Amsterdam phát hành có mệnh giá bằng Guild Hà Lan đã trở thành phương tiện thanh toán cho nhiều giao dịch ở thế giới phương Tây. Vào thế kỷ XVII và XVIII, việc sử dụng bạc Đô la Tây Ban Nha kéo dài từ Lãnh thổ Tây Ban Nha ở châu Mỹ về phía tây tới Châu Á và về phía đông tới Châu Âu. Điều này sau đó đã hình thành nên loại tiền tệ đầu tiên trên toàn thế giới. Trước năm 1944, đồng tiền tham chiếu của thế giới là bảng Anh (Sterling). Sự chuyển đổi giữa đồng bảng Anh và đồng đô la Mỹ và tác động của nó đối với các ngân hàng trung ương đã được mô tả gần đây..
Đồng Peso Mexico, Đô la Mỹ và Đô la Canada đều có nguồn gốc từ đồng đô la Tây Ban Nha, bằng chứng dấu vết là việc sử dụng ký hiệu trượng ($), còn được gọi là ký hiệu đô la. Trong khoảng thời gian sau Hội nghị Bretton Woods năm 1944, tỷ giá hối đoái trên toàn thế giới được chốt cố định theo đồng Đô la Mỹ, có thể đổi lấy một lượng vàng cố định. Điều này củng cố sự thống trị của đồng đô la Mỹ như một loại tiền tệ toàn cầu. Kể từ sự sụp đổ của chế độ tỷ giá hối đoái cố định và bản vị vàng và thể chế tỷ giá hối đoái thả nổi sau thỏa thuận Smithsonian vào năm 1971, hầu hết các loại tiền tệ trên thế giới đều có không còn được gắn với đồng đô la Mỹ nữa. Tuy nhiên, do Hoa Kỳ có nền kinh tế lớn nhất thế giới nên hầu hết các giao dịch quốc tế vẫn tiếp tục được thực hiện bằng đồng đô la Mỹ và nó vẫn là đồng tiền thế giới trên thực tế.
Theo Robert Gilpin trong cuốn Kinh tế chính trị toàn cầu: Tìm hiểu trật tự kinh tế quốc tế (2001) kết luận: "Có khoảng 40 đến 60% giao dịch tài chính quốc tế được thực hiện bằng đô la. Trong nhiều thập kỷ, đồng đô la cũng là đồng đô la tiền tệ dự trữ chính của thế giới; năm 1996, đồng đô la chiếm khoảng hai phần ba dự trữ ngoại hối của thế giới", so với khoảng một phần tư được giữ bằng Euro. Một số loại tiền tệ trên thế giới vẫn được neo theo đồng đô la. Một số quốc gia, chẳng hạn như Ecuador, El Salvador và Panama, thậm chí còn đi xa hơn và loại bỏ đồng tiền của chính họ (xem đô la hóa) để chuyển sang sử dụng đồng đô la Mỹ. Chỉ có hai thách thức nghiêm trọng đối với vị thế của đồng đô la Mỹ là tiền tệ thế giới xuất hiện. Trong những năm 1980, Yên Nhật ngày càng được sử dụng như một loại tiền tệ quốc tế, nhưng việc sử dụng đó đã giảm dần sau thập kỷ suy thoái kinh tế Nhật Bản vào những năm 1990. Gần đây hơn, đồng Euro ngày càng cạnh tranh với đồng đô la Mỹ trong lĩnh vực tài chính quốc tế. Đồng euro kế thừa vị thế là đồng tiền dự trữ chính từ mark Đức (DM) và đóng góp của nó vào dự trữ chính thức đã tăng lên khi các ngân hàng tìm cách đa dạng hóa dự trữ của họ và giao dịch trong khu vực Eurozone mở rộng.